# A. Manzoni & C.
La A. Manzoni & C. S.p.A., nota colloquialmente come La Manzoni, è la più antica concessionaria di pubblicità italiana.

## Storia
La società fu fondata nel 1863, quando il farmacista bresciano Attilio Manzoni fonda a Milano, in via San Paolo, la A. Manzoni & C. come società di commercio all'ingrosso di prodotti farmaceutici e chimici.
Attilio Manzoni intuisce il ruolo che l'inserzione commerciale può ricoprire e insieme ad alcuni amici inizia ad acquistare spazi sui principali quotidiani del periodo.
L'attività inizialmente si sostanzia nella pubblicizzazione dei prodotti della omonima farmacia di Milano. Successivamente allarga la vendita degli spazi pubblicitari a società farmaceutiche, introducendo la possibilità di inserire anche disegni dei prodotti all'interno dei riquadri sui giornali e si appropria della "Quarta". Il farmacista inizia a vendere pubblicità creando un sistema di compravendita delle inserzioni pubblicitarie, estendendolo a tutti i settori commerciali: fu lui ad inventare i necrologi a pagamento.
La Manzoni fu la prima concessionaria di pubblicità del Corriere della Sera, dal 1876 al 1886.
Fu anche la prima agenzia italiana a dotarsi di "ufficio tecnico" che scrivesse e disegnasse le réclames per i clienti. Questo ufficio elaborò nel 1888 le prime campagne pubblicitarie nazionali in Italia, per le acque minerali di Fiuggi e per quelle di Santa Caterina Valfurva.
Nel dopoguerra la concessionaria gestiva la pubblicità su molti quotidiani locali e periodici cattolici.
Nel 1975 avvenne la svolta: la Manzoni fu comprata dai gruppi editoriali Caracciolo e Mondadori per diventare la concessionaria di pubblicità de La Repubblica.